# Lost Dogs (gruppo musicale)
I Lost Dogs sono un supergruppo statunitense di musica country.

## Storia
Nel 1991 la Brainstorm Artist International chiese a quattro cantanti di formare un nuovo gruppo. Terry Scott Taylor, Daniel Amos, Swirling Eddies, Gene Eugene, Adam Again, Derri Daugherty e Michael Roe hanno, nel corso di due decenni, pubblicato otto album di musica tradizionale statunitense, country, folk, blues, rock, dotati di un'atmosfera decisa e moderna. Le esibizioni della band dal vivo sono stilisticamente impreziosite con scherzi e battute tra i membri del gruppo. Parecchi album dei Lost Dogs comprendono almeno una o due cover. Tra di esse ci sono quella di Bob Dylan Lord Protect My Child e Knockin' on Heaven's Door, If it be your will di Leonard Cohen, I'm a loser e The Chipmunk Song di Alvin and the Chipmunks, Hard Times, Come Again No More di Stephen Foster. Incisero numerosi Gospel tradizionali come, Dust on the bible e Farther along. Nel marzo del 2000, poco dopo l'uscita del disco Gift Horse, Gene Eugene morì nel sonno, mentre si trovava al Green Room, lo studio di registrazione di Huntington Beach, California. Il 2003 vide l'uscita del primo DVD della band, Via Chicago. Nel 2006 esce un successivo DVD, Via Chicago, All we left unsaid, contenente canzoni aggiuntive dal concerto. Benché la perdita di Eugene sia rilevante, i restanti tre componenti della band continuano i loro tour e a registrare nuovi dischi. Nel 2004 il gruppo si riunisce con il loro vecchio amico Steve Hindalong per produrre un album speciale per il loro tour estivo. Il risultato s'intitolò, Mutt, album che comprendeva nuove versioni acustiche di dieci canzoni, scritte e incise in origine per ogni band dei membri del gruppo. L'anno dopo la band fa uscire il loro disco più insolito, un album interamente strumentale, Island dreams. Il progetto più recente dei Lost Dogs, The Lost Cabin and the Mystery Trees, venne pubblicato nel luglio 2006. La band, con il loro nuovo batterista ufficiale, Steve Hindalong, riprende, per promuovere il nuovo album, a fare concerti in tutta la nazione.

## Discografia
- 1992 Scenic Routes
- 1993 Little Red Riding Hood
- 1996 The Green Room Serenade, Part One
- 1998 Surfonic Water Revival, (compilation)
- 1999 Gift Horse
- 2001 Real Man Cry
- 2002
  - Making God Smile: An Artists' Tribute to the Songs of Beach Boy Brian Wilson, (compilation)
  - The Green Room Serenade, Part Tour (live)
- 2003 Nazaren Crying Towel
- 2004 MUTT
- 2005 Islands Dreams, (strumentale)
- 2006 The Lost Cabin and the Mystery Trees
- 2007 We Like To Have Christmas, (natalizio)